# International German Open 2009
International German Open 2009 — тенісний турнір, що проходив на ґрунтових кортах у місті Гамбург, Німеччина з 20 липня . Належав до категорії ATP World Tour 500, був турніром серії Hamburg European Open 2009 року.

## Фінальна частина

### Одиночний розряд
Микола Давиденко —  Поль-Анрі Матьє 6–4, 6–2

### Парний розряд
Сімон Аспелін /  Пол Генлі —  Марсело Мело /  Філіп Полашек 6–3, 6–3